# مقتل عائلة الشافعي
وقعت حادثة مقتل عائلة الشافعي في 30 يونيو 2009م في كنغستون، أونتاريو، كندا. وقد تم العثور على أبناء الشافعي (زينب19، وسحر17، وجيتي13) ومعهم رونا أمير محمد 50 (جميعهم من أصل أفغاني) قتلى بداخل سيارة تحت مياه قناة ريدو في شمال كنغستون ميلز. زينب وسحر وجيتي كانوا أبناء محمد الشافعي البالغ من العمر58 عاما وزوجته الثانية توبا محمد يحي البالغة من العمر 41 عاما. الزوجان أيضا لديهم حامد 20 عاما و 3 أطفال آخرين. أما رونا التي كان لديها عقم، فهي زوجة محمد الشافعي الأولى.
في 23 يوليو 2009م، اعتقل محمد وتوبا يحي وحامد ووجه إليهم أربع تهم قتل من الدرجة الأولى، والتآمر لارتكاب جريمة قتل تحت ستار جرائم الشرف.وتم إدانتهم من جميع التهم الأربعة من قبل لجنة التحكيم في يناير 2012م.ويُعتقد أن المحاكمة، التي جرت في محكمة مقاطعة فرونتيناك، هي الأولى في كندا التي تُجرى بأربع لغات - الإنجليزية والفرنسية والدرية والإسبانية.
جذبت المحاكمة اهتمام وسائل الإعلام في كندا لعدة أشهر، وأثارت جدلا واسعا حول القيم الكندية وجرائم الشرف والعنف بين الجماعات الإسلامية.

## خلفية
في عام 1979 أو 1980، تزوج محمد الشافعي من رونا محمد.  لم يكن للزوجين أطفال، وأكدت الفحوصات الطبية أن رونا غير قادرة على إنجاب أطفال.  تمشيا مع العرف الأفغاني، وبناء على طلب رونا، أخذ محمد الشافعي طوبا يحيى كزوجته الثانية.  أقيم حفل الزفاف الثاني في عام 1989، وظهرت رونا بشكل بارز في العديد من صور الأعراس، والعديد منها يظهر فيها الشافعي بجانب زوجتيه.  عاش الثلاثة معًا في أسرة واحدة، كما هو معتاد، وأنجبت طوبا سبعة أطفال.  شاركت رونا مشاركة كاملة في تربية الأطفال ورعايتهم وترتبطت بهم بقوة، كما لو كانوا هم أطفالها.  علاقتها مع زوجتها كانت أقل شاعرية.
غادرت عائلة الشافعي أفغانستان في عام 1992. انتقلوا إلى أستراليا لفترة وجيزة، ثم إلى الإمارات العربية المتحدة، حيث عاشوا لأكثر من عقد من الزمان.  حقق محمد الشافعي ثروة كبيرة في دبي، حيث كان يعمل في مجال السيارات المستعملة، وبعد ذلك تنوع في العقارات.  بحلول عام 2007، كان مليونيرا عدة مرات، وقرر الاستفادة من برنامج الهجرة الذي قدمته حكومة كيبيك في كندا، والذي قدم الإقامة الدائمة والمواطنة في نهاية المطاف للأشخاص الذين استثمروا أموالاً كبيرة في المقاطعة.  استثمر الشافعي مليوني دولار في شراء مركز تجاري على مشارف مونتريال، ومبلغ إضافي قدره 200 ألف دولار في بناء منزل جديد واسع لعائلته.  هاجر الشافعي وزوجته الثانية طوبا وأطفالهما السبعة إلى كندا واستقروا في حي سان ليونارد في مونتريال في عام 2007. بعد خمسة أشهر، تكفلت زوجة الشافعي بهجرة رونا، وأخبرت السلطات أنها كانت ابنة عمه وأنها ستعمل كطباخة ومدبرة منزل.
ووفقًا لمقابلة أحد أفراد الأسرة، فإن رونا أرغمت على زواج مسيء بلا حب، حاولت عبثا إقناع زوجها بمنحها الطلاق.  زعم أشقاء رونا أنها تخشى على حياتها خلال الأيام التي سبقت وفاتها. وكانت طوبا تقول لرونا «أنت خادمة». وبحسب ما ورد، احتفظت عائلة الشافعي بجميع وثائق هوية رونا، بما في ذلك جواز سفرها، لذلك رونا اعتقدت أنها لا تستطيع الفرار إلى اَي بلد آخرى لديها أقارب فيها.أفيد أن رونا أتت إلى كندا كخادمة منزلية بتأشيرة زيارة و «تجديد التأشيرة بالنسبة لها كفأس جاهز للسقوط» من قبل زوجها وزوجتها.
وذكروا أيضًا أن علاقة زينب بنت العائلة الكبرى بصبي باكستاني كانت مصدر غضب شديد لوالدها، وزعموا أنهم سمعوا تهديدات الأب بقتلها.
وقد كان الوالدان محمد الشافعي وتوبا محمد يحيى، وابنه الأكبر حامد الشافعي جميعهم رهن الاحتجاز أثناء المحاكمة، وكان أطفال الشافعي الباقون (فتاتان وصبي) تحت رعاية الخدمات الاجتماعية.

## التحقيق
في 30 يونيو 2009، شوهدت سيارة نيسان سوداء مع ضوء خلفي من جهة اليسار، مكسورة ومغمورة في أقفال كينغستون ميلز، مع وجود أربع جثث في الداخل.  كان محمد الشافعي في مركز شرطة كينغستون للإبلاغ عن اختفاء أربعة من عائلاتهم - ثلاث بنات مراهقات وخالة مزعومة. اعتقدت الشرطة في البداية أنها كانت مأساوية، وإن كانت غريبة، وحادثة، وصنفتها أولاً على أنها «تحقيق مفاجئ في الموت».
ومع ذلك، سرعان ما علمت السلطات أن حامد أبلغ عن حادث مع عائلة لكزس (SUV) في ساحة انتظار سيارات فارغة في وقت مبكر من نفس الصباح في مونتريال. و على الرغم من شكوكهم، لم يكن لدى السلطات «أسباب معقولة ومحتملة» أو أدلة كافية لسؤال القاضي عن أمر تفتيش.   تمكن ستيف كوبمان من شرطة كينغستون، الاتصال مع عائلة الشافعي، والحصول على موافقة شافياس حتى يتمكنوا من رؤية لكزس.  
تم الإبلاغ عن أن عائلة الشافعي اشترت سيارة نيسان المستخدمة مقابل 5000 دولار كندي قبل يوم واحد من مغادرة العائلة مونتريال لشلالات نياجرا.

## المحاكمة
بدأ اختيار هيئة المحكمة في 11 أكتوبر، وبدأت المحاكمة رسميًا في 20 أكتوبر. ترأس المحاكمة قاضي محكمة أونتاريو العليا روبرت مارانجر.
قرار المحكمة
في 29 يناير 2012، أكملت هيئة المحكمة مداولاتها بعد 15 ساعة وتوصلت إلى حكم بالإدانة، أربعة تهم بالقتل من الدرجة الأولى لكل من المتهمين الثلاثة.  جريمة القتل من الدرجة الأولى تحمل عقوبة السجن المؤبد تلقائيًا دون إمكانية الإفراج المشروط لمدة 25 عامًا.

## التغطية الإعلامية عن الجريمة
كانت تغطية محاكمة جريمة قتل الشافعي واسعة الانتشار، وغالبًا ما كانت على الصفحة الأولى من الصحف والقصة العليا في نشرات الأخبار التلفزيونية.  بما أن القضية تتعلق بالكنديين الأفغان، فقد أثيرت أسئلة حول ما إذا كان من الصحيح أم لا، أو حتى من المناسب، استدعاء جرائم القتل أو القتل العنيف.  في حين أن القاضي الذي تداول في القضية أشار إلى الفعل باعتباره مجرد جريمة قتل، إلا أن وسائل الإعلام اختارت مسارًا مختلفًا عندما وصفت القتل بأنه «قتل الشرف».  عبر وسائل الإعلام، تم وضع جريمة القتل على هذا النحو.  منعت وسائل الإعلام من تسمية الأطفال الثلاثة الذين ما زالوا على قيد الحياة، مع حامد الرابع.
CBC
غطت سي بي سي نيوز المحاكمات من اليوم الأول وخطت خطوة إلى الأمام من خلال نشر تعليقات جمهورها لتوضيح كيف يشعر الكنديون حيال القضية وتفاصيلها.  ذكرت CBC أن القصة حصلت على العديد من التعليقات من المشاهدين ولكنهم قرروا نشر عدد قليل منها.  علاوة على ذلك، قدمت CBC «ملخصًا» للتعليقات وقالت إن الناس عمومًا «وافقوا على الحكم، مشيدين بالمحكمة وهيئة المحكمة لقرارها بعد محاكمة استمرت ثلاثة أشهر.»
CTV
نشرت سي تي في نيوز مقالا يقول إن المحاكمة ألقت بظلالها على المجتمع الإسلامي في كندا، مما زاد من تشويه صورة لم تتعافى بعد من أحداث 11 سبتمبر.  ولكن مثل غيرها من وسائل الإعلام، طلبت CTV من الجالية المسلمة توضيح موقفها من قضية قتل الشرف.  «ومع ذلك، يقول المسلمون في جميع أنحاء البلاد أن الوحي في قاعة المحكمة في كينغستون، أونتونا قد ألقى الضوء على الجوانب الإشكالية لثقافتهم وأنوء بطرق جديدة لمعالجة القضايا».
كما نشرت CTV جدولًا زمنيًا ليس فقط للأحداث التي وقعت في كندا ولكن أيضًا تعود إلى أيام عائلة الشافعي في أفغانستان.
Ottawa Citizen
قالت باسكال فورنييه، التي كتبت لصحيفة The Ottawa Citizen ، إن هناك مأساة أكبر في فشل الدولة في التدخل قبل وقوع جرائم القتل، وأن الفئات الضعيفة من المجتمعات المهاجرة تحتاج إلى أقصى درجات الحماية ولكنها نادراً ما تحصل عليها.
The Globe and Mail
بالإضافة إلى تغطية كل تفاصيل المحاكمة، نشرت The Globe and Mail مقالة تحتوي على «أكثر عشرة اقتباسات إثارة للصدمة» من محاكمة الشافعي، أحدها من قبل محامي Crown Gerard Laarhuis بعد صدور الأحكام وهي كما يلي:
"وجدت هيئة المحلفين هذه أن أربع نساء قويات، مربيات ومحبيات للحريات، قُتلن على أيدي أسرهن في أكثر الظروف إثارة للقلق.  كلنا نفكر في هذه النساء الأربع الرائعات اللائي ماتن الآن وفيات لا داعي لها.  يرسل هذا الحكم رسالة واضحة جدًا حول قيمنا الكندية والمبادئ الأساسية في مجتمع حر وديمقراطي يستمتع به جميع الكنديين وحتى يستمتع زوار كندا.
كان هذا أحد أكثر الاقتباسات انتقاداتًا للكنديين الأفغان، حيث أكدوا أن عدم التسامح مع العنف ضد المرأة ليس مجرد قيمة كندية ولكن قيمة عالمية والأفغان مثل أي شعب آخر يدينون أعمال الجناة.
Montreal Gazette
نشرت «جريدة مونتريال» عمودًا قالت فيه إن وصف جرائم القتل بأنها قتل شرف هو خطأ لأن العنف المنزلي ضد المرأة في كل مكان وأن وضعه في فئة معينة يعني إبعاد نفسه عن جريمة شائعة جدًا.  يجادل المؤلفون بأن الإصرار يوضع كعنصر أساسي لتمييز جرائم الشرف عن غيرها من أنواع جرائم القتل، مثل جرائم الراحة أو جرائم العاطفة.  ومع ذلك، تشير الدراسات الحديثة إلى أن الإصرار هو عنصر في حالات العنف المنزلي والقتل بقدر ما هو في «جرائم الشرف».
يحقق «وصف جرائم القتل» بجرائم الشرف "هدفين: أولاً، يبدو الأمر كما لو أن قتل الإناث حدث غير عادي للغاية. وثانياً، يبدو الأمر كما لو أن قتل النساء يقتصر على فئات معينة داخل كندا وثقافات أو ديانات وطنية محددة في العالم بأسره، لكن الإحصائيات الكندية تثبت عكس ذلك، ووفقًا لإحصائيات StatsCan ، فقد قُتلت 58 امرأة في العام في هذا البلد في الفترة من عام 2000 إلى عام 2009 نتيجة للعنف الزوجي، وفي تلك الفترة نفسها، قُتل 67 طفلاً وشابًا في سن 12 إلى 17على أيدي أفراد الأسرة، وعلى النقيض من ذلك، تخبرنا التقديرات الأخيرة أنه قد وقعت 12 أو 13 جريمة قتل بدافع الشرف في كندا في العقد الماضي، ولا يتطلب الأمر مقارنة بين 12 و 13 جريمة قتل.  المئات من النساء والأطفال الذين كانوا ضحايا للعنف العائلي يخدم فقط في «قتل الشرف» باعتباره غريبًا، في حين أنه في الواقع جزء من نمط أكبر من العنف ضد المرأة. "
Maclean’s
أشار ماكلين إلى جرائم القتل الأربع بأنها «هونيوريكيد».  جلس الكاتب مايكل فريسكولانتي طوال المحاكمة التي استمرت ثلاثة أشهر وكتب مقالًا شاملاً من 22 صفحة يورد تفاصيل حياة الفتيات، وكتب حتى الآن حول كيف أن إحدى شواهد القبور للفتيات لديها تاريخ الميلاد غير الصحيح.
«في الحياة، وفي الموت، لم يكن لهن صوت،  لا أحد لإنقاذهم، لا أحد يهتم بما يكفي لإصلاح قبر جيتي.  بعد ما يقرب من ثلاث سنوات من دفنها، لا تزال محفورة بتاريخ ميلاد سحر، وليس لها.»

## ردود الفعل
ضغطت التغطية الإعلامية الواسعة على المسلمين وكذلك المجتمع الأفغاني في كندا على الخروج والتحدث عن جرائم القتل.
المسلمون في كندا
وأثار أيضا النقاش حول العلاقة بين قتل الشرف والإسلام المنظمات الإسلامية التي تتخذ من كندا مقراً لها تدين عمليات القتل.  أدان المجلس الأعلى الإسلامي في كندا إلى جانب منظمات إسلامية كندية أخرى، علنًا العنف العائلي وقتل الشرف باعتباره غير إسلامي. وقال علي فالح الطائي إمام الأسرة إن جرائم القتل لا تغتفر، وحذر من ربط جرائم الشرف بالإسلام، واصفا الإجراءات التي لا تتوافق مع أي دين.
في عام 2012، أصدر الأئمة من جميع أنحاء كندا والولايات المتحدة حكمًا أخلاقيًا يدينون رسميًا جرائم الشرف والعنف المنزلي وكراهية النساء باعتبارهما غير إسلاميين.  وقالوا إن أربعة وثلاثين إماماً ينتمون إلى المجلس الإسلامي الأعلى بكندا، بما في ذلك حفنة من الأعضاء الأميركيين، وقّعت الفتوى في محاولة للتصدي لسوء تفسير القرآن.
المسلمون الأفغان

أدانت السفارة الأفغانية في أوتاوا في مقابلة أجرتها مع CTVS News مقتل أربعة أفراد من عائلة مونتريال من أفغانستان.  ووصفت السفارة مقتل الشقيقات الثلاثة وزوجة الأب الأولى بأنه جريمة بشعة ضد الإنسانية.  علاوة على ذلك، زعموا أن هذا النوع من الجريمة ليس جزءًا من الثقافة الأفغانية أو الإسلامية، وهو غير مقبول بأي شكل من الأشكال. 